# Meindert Johannes Waller
Meindert Johannes Waller (Amsterdam, 8 december 1834 - aldaar, 5 april 1924) was commissionair in effecten en bestuurder.

## Biografie
Waller werd geboren in het patriciaatsgeslacht Waller als zoon van François Gerard Waller (1791-1872) ook commissionair, en Helena Albertina Beckman (1798-1881). Hij trouwde in 1866 met Maria Elisabeth Adolphine Schill (1846-1927) met wie hij twee zonen kreeg, onder wie kunstverzamelaar en museumdirecteur François Gerard Waller (1867-1934). Waller was tijdens zijn leven bestuurder van verschillende financiële en andere instellingen en 25 jaar lang voorzitter van de Bouwmaatschappij Scheveningen die daar het Oranjehotel uitbaatte. Hij werd vanwege zijn bestuursactiviteiten ook daarom wel 'de burgemeester van de Vondelstraat' (waar hij woonde) genoemd; zijn vrouw was actief in het bestuur van de schouwburg.
Waller was ook de eerste voorzitter van de Nederlandsche Schaatsenrijders Bond. Toen deze vereniging in 1882 werd opgericht, was hij als kandidaat van een van de grootste Nederlandse schaatsverenigingen rond die tijd, de Amsterdamsche IJsclub, een van de belangrijkste kandidaten voor die post. Hij was van 1882 tot en met 1887 voorzitter van de Nederlandsche Schaatsenrijders Bond.